# Chivacoa
Chivacoa est le chef-lieu de la municipalité de Bruzual dans l'État d'Yaracuy au Venezuela. Autour de la ville s'articule la division territoriale et statistique de Capitale Bruzual.

## Personnalités liées
- William Ojeda (né en 1970) : homme politique, député à l'Assemblée nationale du Venezuela depuis 2011.